# Ria Lubbers
Maria Emilie Josepha Lubbers-Hoogeweegen, detta Ria (Rotterdam, 12 novembre 1940 – L'Aia, 4 giugno 2024), è stata la moglie dell'ex Ministro-presidente dei Paesi Bassi Ruud Lubbers.

## Biografia
Ria Hoogeweegen nacque a Rotterdam il 12 novembre 1940, ultima di quattro figli di una famiglia cattolica. Sua madre, Petronella Maria Buskens (1903-1955), figlia dell'architetto Piet Buskens, morì quando Ria aveva quattordici anni. Quando qualche anno dopo a suo padre, l'avvocato Richard Henri Marie Hoogeweegen (1895-1962), fu diagnosticato un cancro alla gola, interruppe gli studi di fisioterapia e massaggio per prendersi cura del padre. I suoi due fratelli divennero sacerdoti. Il 10 novembre 1962, a Rotterdam, Ria Hoogeweegen sposò Ruud Lubbers, un economista neolaureato che viveva vicino a lei. Poco dopo il matrimonio, suo padre morì. Ruud e Ria Lubbers ebbero tre figli, tra cui l'imprenditore Bart Lubbers.

## Consorte del Ministro-presidente
Nel 1982 Ruud Lubbers divenne Ministro-presidente dei Paesi Bassi. In quanto moglie del Primo ministro, Ria Lubbers apparve regolarmente in pubblico rilasciando interviste. Non esitò a criticare pubblicamente il marito. Fu sua premura, inoltre, organizzare mensilmente un mattinata con caffè seguita da un pranzo al Catshuis per le mogli degli altri ministri. Ria Lubbers fu, secondo molti, "l'unica vera first lady che i Paesi Bassi abbiano mai conosciuto" per via della sua visibilità. Lei stessa, tuttavia, ritenne inappropriato tale soprannome essendo, a suo avviso, la posizione di moglie del Primo ministro incomparabile a quella della First lady degli Stati Uniti, in quanto era la regina Beatrice l'unica ad essere considerata come la First Lady dei Paesi Bassi.
Ria Lubbers fu anche molto impegnata in attività di beneficenza, come ad esempio nella Nationale Vereniging de Zonnebloem (associazione focalizzata sulle persone con disabilità fisiche). Fu anche la patrona della Fondazione Overijssel Handicamp.

## Morte
Ria Lubbers-Hoogeweegen morì il 4 giugno 2024 all'Aia all'età di 83 anni.